# Aderus latus
Aderus latus é uma espécie de inseto besouro da família Aderidae. Foi descrita cientificamente por Maurice Pic em 1909.

## Distribuição geográfica
Habita na Bolívia.